# Svend Tråseth

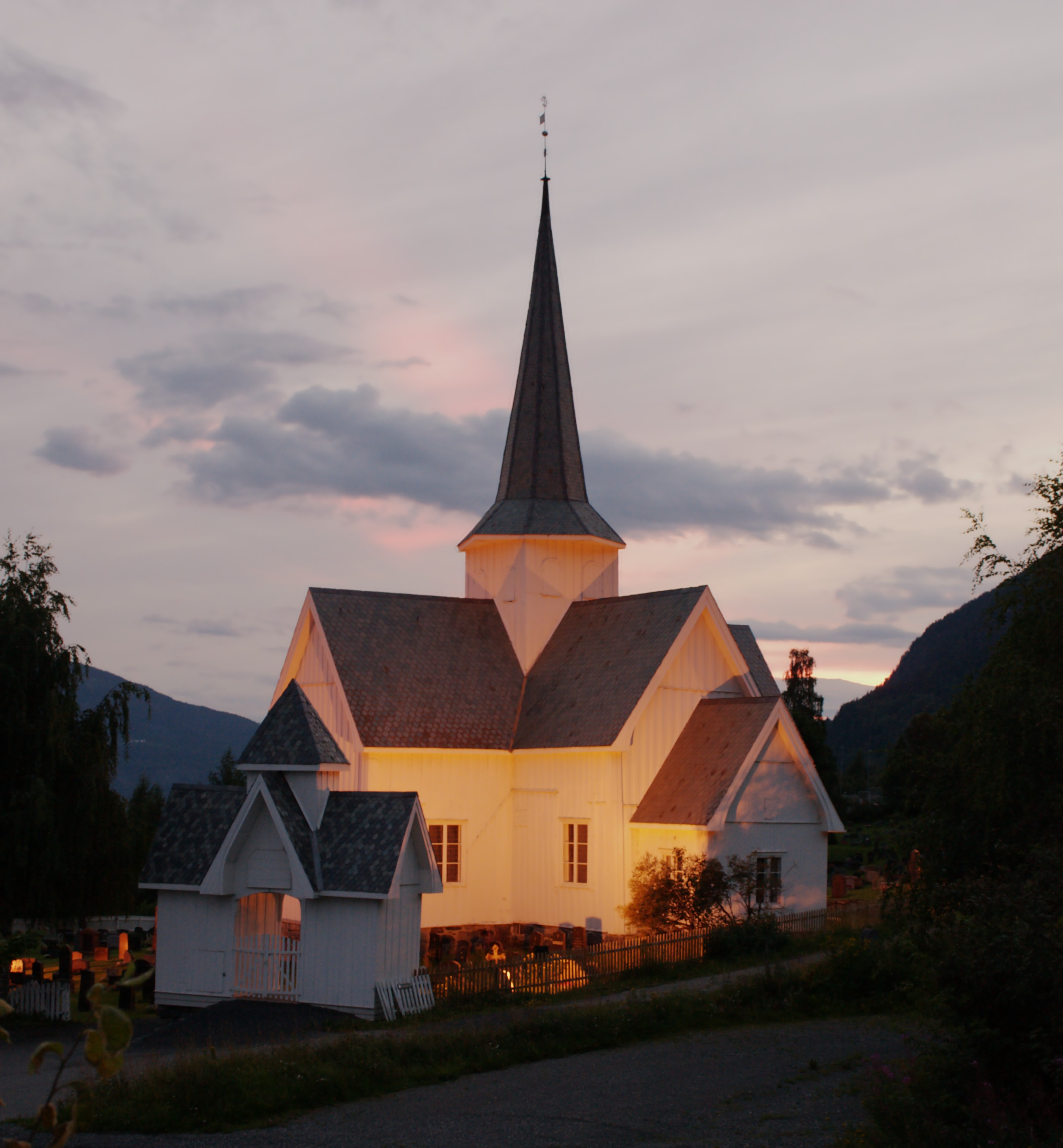
Aurdal kirke är en kyrka uppförd av Svend Tråseth.

Svend Tråseth (Traaseth, Trådset, Trosset) (född 1699 i Fåberg, avliden 1769 i Sør-Aurdals kommun) var en norsk byggmästare, känd för uppförandet av flera kyrkobyggnader i Gudbrandsdalen och Valdres.
Han var troligen ansvarig för byggandet av Fåberg kirke på 1720-talet och Lillehammer kirke åren 1730-1733 (ersatt 1882 med nuvarande kyrka). Åren 1735-1736 byggde han Bagn kirke i Sør Aurdal och åren 1735-1737 Aurdal kirke i Nord-Aurdals kommun. Han byggde tornet på Elverum kirke år 1737 och takryttare på Hedalens stavkyrka år 1738. Åren 1749-1750 byggde han Bruflat kirke i Etnedal. Alla kyrkor han uppförde var träkyrkor där de flesta var korskyrkor med takryttare över korsmitten.
Han arbetade också som gästgivare i Bagn i Valdres.